# Tehuva

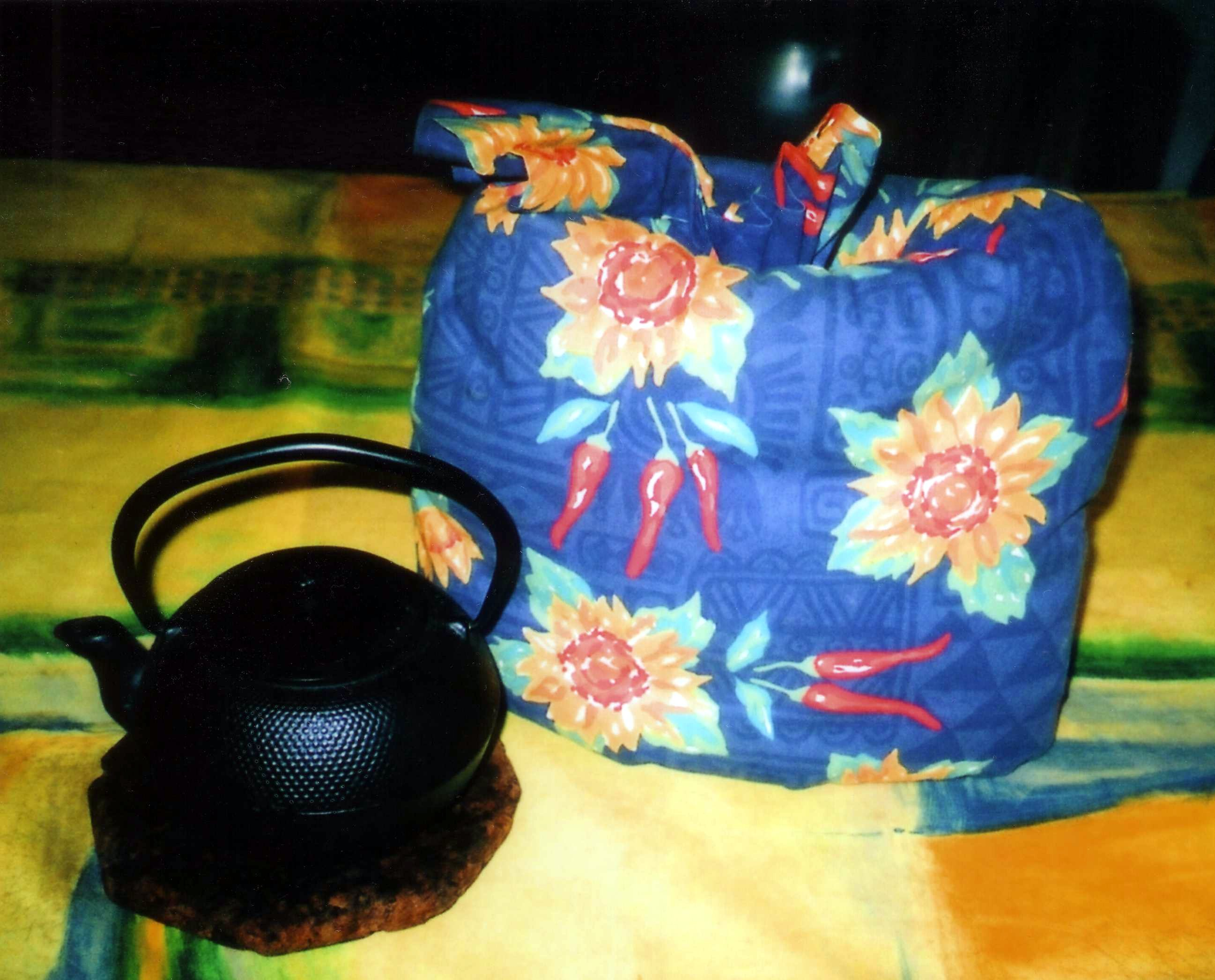
Tekanna och tehuva.

En tehuva är ett värmeisolerande fodral för en tekanna, som utgör del av en teservis. Tehuvan härstammar från Storbritannien och eftermiddagsteet. De är traditionellt gjorda av textil, men moderna tehuvor kan vara gjorda av skumplast.
Ordet tehuva är belagt i svenska språket åtminstone sedan 1906. Synonymer från början av 1900-talet är tehuv och tevärmare.